# Sinovaginalhöcker
Der Sinovaginalhöcker ist eine Ausstülpung des Sinus urogenitalis während der Embryonalentwicklung weiblicher Säugetiere. Er bildet sich aus der Wand des Sinus urogenitalis und wächst den vereinigten Müller-Gängen entgegen. In der weiteren Entwicklung kommt es zu einer Zellvermehrung (Proliferation) des Sinovaginalhöckers und er formt sich zur Vaginalplatte um, aus der sich das Scheidenepithel bildet.